# Eudorylas rubrus
Eudorylas rubrus är en tvåvingeart som först beskrevs av Hardy 1950.  Eudorylas rubrus ingår i släktet Eudorylas och familjen ögonflugor.
Artens utbredningsområde är Kongo. Inga underarter finns listade i Catalogue of Life.